# Christopher G. Moore
Œuvres principales
- Série des Vincent Calvino

Christopher G. Moore, né le 8 juillet 1952, est un écrivain canadien, auteur d’une vingtaine de romans et d’un recueil de nouvelles. Il est surtout connu pour sa série policière des Vincent Calvino, située à Bangkok, et pour sa trilogie A Killing Smile (1991) - A Bewitching Smile (1992) - A Haunting Smile (1993), une étude sur les sourires au Pays du sourire, la Thaïlande, devenue aujourd'hui son pays d’adoption. Ses romans et nouvelles ont été traduits en une douzaine de langues, dont le français, l’allemand, l’italien, l’espagnol, le portugais, l’hébreu, le chinois, le japonais, le turc, le norvégien et le thaï.
C’est en tant que professeur de droit qu’il a l’occasion, en 1983, de se rendre en Asie pour la première fois - au Japon tout d’abord, puis sur l’invitation d’un proche, en Thaïlande. Son premier roman, His Lordship’s Arsenal, est publié deux ans plus tard, en 1985. Après un bref retour à New York, il laisse derrière lui son poste à l’Université de la Colombie-Britannique et s’installe définitivement en Thaïlande à la fin des années 1980. Auteur prolifique, il a publié pas moins d'une vingtaine d'ouvrages en autant d'années.

## Vincent Calvino
Le personnage fictif de Vincent Calvino est un détective privé américain basé en Thaïlande. Il fait sa première apparition en 1992, dans le livre Spirit House, le premier d’une longue série. Sa toute dernière aventure, publiée en 2007, s’intitule The Risk of Infidelity Index, neuvième épisode de la série.  Ex-avocat new-yorkais, mi-Juif, mi-Italien, Valentino a abandonné le barreau pour se consacrer à un job de détective privé à Bangkok. Il s'inscrit dans la longue lignée des héros solitaires et désabusés, dans la mouvance des protagonistes imaginés par Dashiell Hammett ou Raymond Chandler. 
En français, seul l’épisode intitulé Zéro Heure à Phnom-Penh (MA Éditions, titre original: Zero Hour in Phnom Penh), dont l'action se déroule principalement au Cambodge, a pour l’instant été publié, en attendant la sortie programmée pour 2012 du recueil de nouvelles Bangkok Noir (Éditions GOPE), un ouvrage collectif rassemblant la crème des auteurs à suspense basés en Thaïlande, dont John Burdett. Dans Zéro Heure à Phnom Penh, Calvino fait équipe avec son seul ami, le lieutenant-colonel Pratt, connu sur les bancs de l'école à New York. Ensemble, ils vont tenter de percer les mystères qui entourent la mort d'un Montréalais, assassiné à Bangkok, suivant des pistes qui les mèneront jusqu'au Cambodge de l'après-Pol Pot.

## Œuvre
Romans
- His Lordship's Arsenal, Freundlich Books (1985)  (ISBN 0-88191-033-3); Critics Choice (1988); Heaven Lake Press (1999); Subway Books (2003).
- Enemies of Memory, White Lotus (1990). Réédition sous le titre Tokyo Joe; Heaven Lake Press (2003)  (ISBN 974-92281-7-0).
- A Killing Smile, White Lotus (1991)  (ISBN 974-8495-48-5); BookSiam (1996); Heaven Lake Press (2000 & 2004).
- A Bewitching Smile, White Lotus (1992)  (ISBN 974-8495-57-4); Heaven Lake Press (2000).
- Spirit House, White Lotus (1992); Heaven Lake Press (1999)  (ISBN 974-8495-58-2); Grove Press (2008)
- Asia Hand, White Lotus (1993)  (ISBN 974-8495-70-1); Heaven Lake Press (2000); Black Cat (2010).
- A Haunting Smile, White Lotus (1993)  (ISBN 974-8495-82-5); Heaven Lake Press (1999 & 2004).
- Cut Out, White Lotus (1994)  (ISBN 974-87116-3-3), Matichon (1996); Heaven Lake Press (1999). Réédition sous le titre Zero Hour in Phnom Penh  (ISBN 974-93035-9-8).
- Saint Anne, Asia Books (1994). Réédition sous le titre Red Sky Falling, Heaven Lake Press (2005)  (ISBN 974-92385-7-5).
- Comfort Zone, White Lotus (1995); Pocketbook Editions (1997)  (ISBN 974-87754-9-6); Heaven Lake Press (2001).
- The Big Weird, BookSiam (1996); Heaven Lake Press (2000)  (ISBN 974-89677-3-5).
- God of Darkness, Asia Books (1998)  (ISBN 974-92281-7-0); Heaven Lake Press (1999 & 2004).
- Cold Hit, Heaven Lake Press (1999)  (ISBN 974-92104-1-7). Publié en allemand sous le titre Nana Plaza.
- Chairs, Heaven Lake Press (2001)  (ISBN 974-87691-9-4).
- Minor Wife, Heaven Lake Press (2002 & 2004)  (ISBN 974-92126-5-7).
- Pattaya 24/7 (2004)  (ISBN 974-92066-6-5) Heaven Lake Press.
- Waiting for the Lady, Heaven Lake Press (2003 & 2005)  (ISBN 974-92186-1-2); Subway Books (2004.
- Gambling on Magic, Heaven Lake Press (2005)  (ISBN 974-92942-5-4).
- The Risk of Infidelity Index, Atlantic Monthly Press (2008)  (ISBN 978-974-88168-7-6).
- Paying Back Jack, Heaven Lake Press (2009)  (ISBN 978-974-312-920-9); Grove Press (2009).
- The Corruptionist, Heaven Lake Press (2010)  (ISBN 978-616-90393-3-4).
- 9 Gold Bullets, Heaven Lake Press (2011)  (ISBN 978-616-90393-7-2).
- Bangkok Noir, Heaven Lake Press (2011)  (ISBN 978-616-7503-04-2).
- Zéro Heure à Phnom Penh, MA Editions (2012)  (ISBN 978-282-2400-86-2).

Non-fiction
- Heart Talk, White Lotus (1992); Heaven Lake Press (1998 & 2005)  (ISBN 974-92942-5-4)
- The Vincent Calvino Reader's Guide, Heaven Lake Press (2010)  (ISBN 978-616-90393-4-1)
- The Cultural Detective, Heaven Lake Press (2011)  (ISBN 978-616-90393-8-9)